# Liste der Einträge im National Register of Historic Places im Red Lake County

Lage des Red Lake County in Minnesota

Die Liste der Einträge im National Register of Historic Places im Red Lake County in Minnesota führt alle Bauwerke und historischen Stätten im Red Lake County auf, die in das National Register of Historic Places aufgenommen wurden.
| [ 2 ] | Name                                   | Bild                                   | Eintragsdatum        | Lage                                                | Ort               | Beschreibung                                                                       |
| ----- | -------------------------------------- | -------------------------------------- | -------------------- | --------------------------------------------------- | ----------------- | ---------------------------------------------------------------------------------- |
| 1     | Clearwater Evangelical Lutheran Church | Clearwater Evangelical Lutheran Church | 1999 ID-Nr. 99001386 | County Highway 10 47° 55′ 41,2″ N, 95° 46′ 27,3″ W  | Equality Township | 1912 im neugotischen Stil errichtete Kirche norwegischer Einwanderer               |
| 2     | Red Lake County Courthouse             | Red Lake County Courthouse             | 1983 ID-Nr. 83000941 | 124 Langevin Street 47° 53′ 5,5″ N, 96° 16′ 27,3″ W | Red Lake Falls    | 1910 aus Backsteinen im Beaux-Arts-Stil errichtetes Justiz- und Verwaltungsgebäude |